# Свободен трансфер
Според Правилото Босман футболните отбори нямат право да искат трансферна сума за футболист с изтекъл договор. То е въведено уеднаквено в държавите, част от УЕФА през октомври 2001 г., а в България – на 7 юни 2002 г. след допълнителен гратисен период. В основата на това правило е решение на Европейския съд от 1995 г., според което професионалните футболисти в Европа са „работници“ по смисъла на член 39 на Договора от Рим и съответно могат да бъдат облагодетелствани от правото на свободно придвижване на работна сила в Европейския съюз. Правилото е кръстено на белгийския футболист на РФК Лиеж Жан-Марк Босман, който през 1990 г. остава без професионален отбор, след като не приема предложението на отбора си за нов договор с четворно намалена заплата, а същевременно никой друг отбор не се наема да заплати завишеното искане за трансферна сума от около 12 милиона белгийски франка (около 800 000 евро). Свързана с Правилото Босман е и свободата на играчи на минимум 23-годишна възраст да преговарят за договор с други отбори шест месеца преди изтичане на настоящия им договор. Трансфер по правилото Босман се нарича още и свободен трансфер, а играч с изтекъл (или прекратен) договор – свободен агент.
Преди промяната на трансферния правилник в България, при изтекъл договор клубовете имаха право да получат обезщетение за футболистите си, чийто максимален размер бе 35 000 лева и се определяше съобразно възрастта на играча и приходите му в последния един или няколко сезона.